# Smyrna (New York)
Pour les articles homonymes, voir Smyrna.
Ne doit pas être confondu avec Smyrna (village, New York).
Smyrna est une ville située dans le comté de Chenango, dans l'État de New York, aux États-Unis. En 2010, elle comptait une population de 1 280 habitants, estimée au 1er juillet 2016 à 1 256 habitants.

## Démographie
Lors du recensement de 2010, la ville comptait une population de 1 280 habitants. Elle est estimée, en 2016, à 1 256 habitants.